# ذراع الرقعة (حبيل جبر)

تعديل مصدري - تعديل

ذراع الرقعة هي إحدى قرى عزلة حبيل جبر بمديرية حبيل جبر التابعة لمحافظة لحج، بلغ تعداد سكانها 104 نسمة حسب تعداد اليمن لعام 2004.